# Gass Wild
Tom Edwards, känd under artistnamnet Gass Wild (ibland som Gass Wylde), är en brittisk multi-instrumentalist, mest känd från banden The Pretenders, Mannish Boys och Love Pirates. Han är bosatt i New York.

## Karriären
Wild inledde sin karriär som inhoppande trummis för Chrissie Hyndes band The Pretenders och spelade med diverse post-punkband (bl.a. Steve Jones Lightning Raiders) under början av åttiotalet. 1985 bytte han till gitarr och sång, då han grundade Mannish Boys med bl.a. John Plain från The Boys. Med new age-bandet spelade han in skivan Penetration Sensation, som till dags dato är hans enda studioinspelning.
1990 grundade Wild hårdrockgruppen Love Pirates tillsammans med bl.a. basisten Sam Yaffa från Hanoi Rocks och Jetboy. 1993 ersattes Yaffa av Randy Gregg, som senare skulle sluta sig till det återuppståndna Thin Lizzy. Love Pirates har inte spelat in några skivor, men är ett uppskattat klubband i New York.
På 2000-talet har Wild återvänt till trumpallen i bl.a. Hypno-Twist och det uppmärksammade STARK. Han har också hoppat in i mindre band som The Hooligans, She Wolves och The White Leather Sofa Band.

## Wilds band
- The Pretenders
- Lightning Raiders
- Mannish Boys
- Love Pirates
- STARK
- Hypno-Twist

## Diskografi
- Penetration Sensation (Mannish Boys, 1986)